# Samuel Lehtonen
Kustaa Aleksi Samuel Lehtonen, född 3 februari 1921 i Helsingfors, död 20 augusti 2010,  var biskop i Helsingfors stift åren 1982-1991.
Lehtonen prästvigdes år 1946 i Åbo. Teologie licentiat blev han år 1956. Han var länge församlingspastor i Helsingfors stift och även kyrkoherde i Hagalund 1962-1982. Lehtonen deltog också i lärosamtalen mellan Rysk-ortodoxa kyrkan och Evangelisk-lutherska kyrkan i Finland åren 1970-1989. Teologie doktor honoris causa blev Lehtonen år 1980.
Samuel Lehtonen var andra generationens biskop. Hans far Aleksi Lehtonen var både biskop och ärkebiskop.